# تنغ أب سردار (سبيدار)
تنغ أب سردار (بالفارسية: تنگ‌آب سردار) هي قرية تقع في إيران في قسم سبیدار الريفي. يقدر عدد سكانها بـ 27 نسمة .